# Auchel Communal Cemetery
Auchel Communal Cemetery is een begraafplaats gelegen in de Franse plaats Auchel (Pas-de-Calais). De militaire graven worden onderhouden door de Commonwealth War Graves Commission.
De begraafplaats telt 2 geïdentificeerde Gemenebest graven uit de Eerste Wereldoorlog.